# 雷圭元
雷圭元（1906年—1989年），原名曾憙，别号悦轩，笔名龙，江苏松江（今属上海市）人，中国工艺美术家、工艺美术教育家，中国现代设计教育奠基人，被誉为“中国现代设计之父”。第三届全国人大代表，第五、六届全国政协委员。